# Paden (Oklahoma)
Paden é uma cidade  localizada no estado norte-americano de Oklahoma, no Condado de Okfuskee.

## Demografia
Segundo o censo norte-americano de 2000, a sua população era de 446 habitantes.
Em 2006, foi estimada uma população de 427, um decréscimo de 19 (-4.3%).

## Geografia
De acordo com o United States Census Bureau tem uma área de
1,2 km², dos quais 1,2 km² cobertos por terra e 0,0 km² cobertos por água. Paden localiza-se a aproximadamente 260 m acima do nível do mar.

## Localidades na vizinhança
O diagrama seguinte representa as localidades num raio de 24 km ao redor de Paden.